# Chata v horách
Chata v horách (festivalovým názvem Chata v lesích, v anglickém originále The Cabin in the Woods) je americký mysteriózní a komediálně hororový film z roku 2012 od společnosti Lionsgate. Natočil jej režisér Drew Goddard, jenž je společně s Jossem Whedonem také autorem scénáře. Příběh snímku pojednává o partě mladých lidí, kteří vyjedou užít si svého volného času na nově koupenou chatu v lesích daleko od civilizace. Poté, co v jejím sklepě najdou sbírku podivných věcí, začnou bojovat o své vlastní holé životy.

## Příběh
V podzemním operačním středisku diskutují technici Sitterson a Hadley o plánech pro záhadný rituál. Podobná operace, prováděná jejich protějšky ve Stockholmu, totiž nedávno skončila neúspěchem.
Parta amerických vysokoškoláků (Dana, Holden, Marty, Jules a Curt) se chystá strávit víkend ve zdánlivě opuštěné chatě uprostřed lesů, kterou nedávno koupil Curtův bratranec. Poté, co dorazí na místo, Sitterson a Hadley zmanipulují studenty vypuštěním psychotropní drogy, která potlačuje racionální myšlení a zvyšuje libido. Oba technici následně přijímají sázky od ostatních oddělení operačního střediska, který druh monstra na studenty zaútočí.
Skupina nalezne ve sklepě chaty řadu bizarních předmětů. Jedním z nich je také deník Patience Bucknerové, která v chatě bydlela před 100 lety a která byla zneužívána svou sadistickou rodinou. Dana nevědomky odříká zaklínadlo napsané v deníku, které svolává Bucknerovu rodinu v zombifikované podobě. Hadley, pomocí uvolnění dalších feromonů, úspěšně přiměje Curta a Jules, kteří spolu chodí, k sexu. Při útoku Bucknerových je Jules zabita, nicméně Curt uteče a varuje ostatní. Marty, který často kouří marihuanu, objeví skryté sledovací zařízení; následně je ale odvlečen nemrtvým Judahem Bucknerem.
Curt, Holden a Dana se pokusí uniknout ve svém obytném voze. Sitterson musí rychle obejít závadu, která znefunkčnila demoliční oddělení, a nechá zřítit tunel, jedinou příjezdovou cestu k chatě. Jedinou nadějí pro mladé zůstane motorka, pomocí které chce Curt přeskočit rokli. Přitom se však zabije, protože ve skoku narazí do maskovaného energetického silového pole. Holden a Dana se snaží automobilem uniknout jinou cestou, jenže za jízdy probodne otec Buckner Holdena. Vůz zamíří do jezera a Dana sice vyplave, zaútočí však na ni Matthew Buckner. Když se připravuje na poslední úder, zazvoní Sittersonovi telefon. V hovoru „zezdola“ se dozví, že Marty je stále naživu. Právě Marty zachrání Danu a ukáže jí skrytý výtah do podzemí. Oba společně sjedou do operačního střediska, kde objeví zvěřinec uvězněných příšer. Dana si uvědomí, že předměty ve sklepě chaty určují, která monstra budou vypuštěna. Protože po obou pátrá ochranka, vypustí s Martym příšery, které se vydají zabíjet veškerý personál základny.
Dana a Marty objeví chrám, kde jim ředitelka operačního střediska vysvětlí, že každý rok jsou po celém světě konány rituály, které slouží k uklidnění Prastarých (v originále The Ancient Ones), stvoření, které kdysi ovládaly Zemi a které nyní žijí pod operačním střediskem. Prastaří jsou udržováni ve věčném spánku díky každoročním obětem pěti mladých lidí, kteří ztělesňují určité archetypy: děvku (Jules), atleta (Curt), studenta (Holden), blázna (Marty) a pannu (Dana). Na pořadí obětí nezáleží, podmínkou je pouze děvka jako první a panna jako poslední oběť (panna navíc může i přežít, záleží na osudu). Ředitelka vyzve Danu, aby zastřelila Martyho a dokončila tak rituál a zachránila lidstvo. Zaútočí však na ně vlkodlak a následně také Patience Bucknerová, která ředitelku zabije. Marty je dokáže shodit do propasti a potom si společně s Danou zapálí joint. Protože rituál nebyl dokončen a čas již vypršel, Prastaří se probudí a jejich obří ruka, která se vynoří z hlubin pod chatou, zničí operační středisko.

## Obsazení

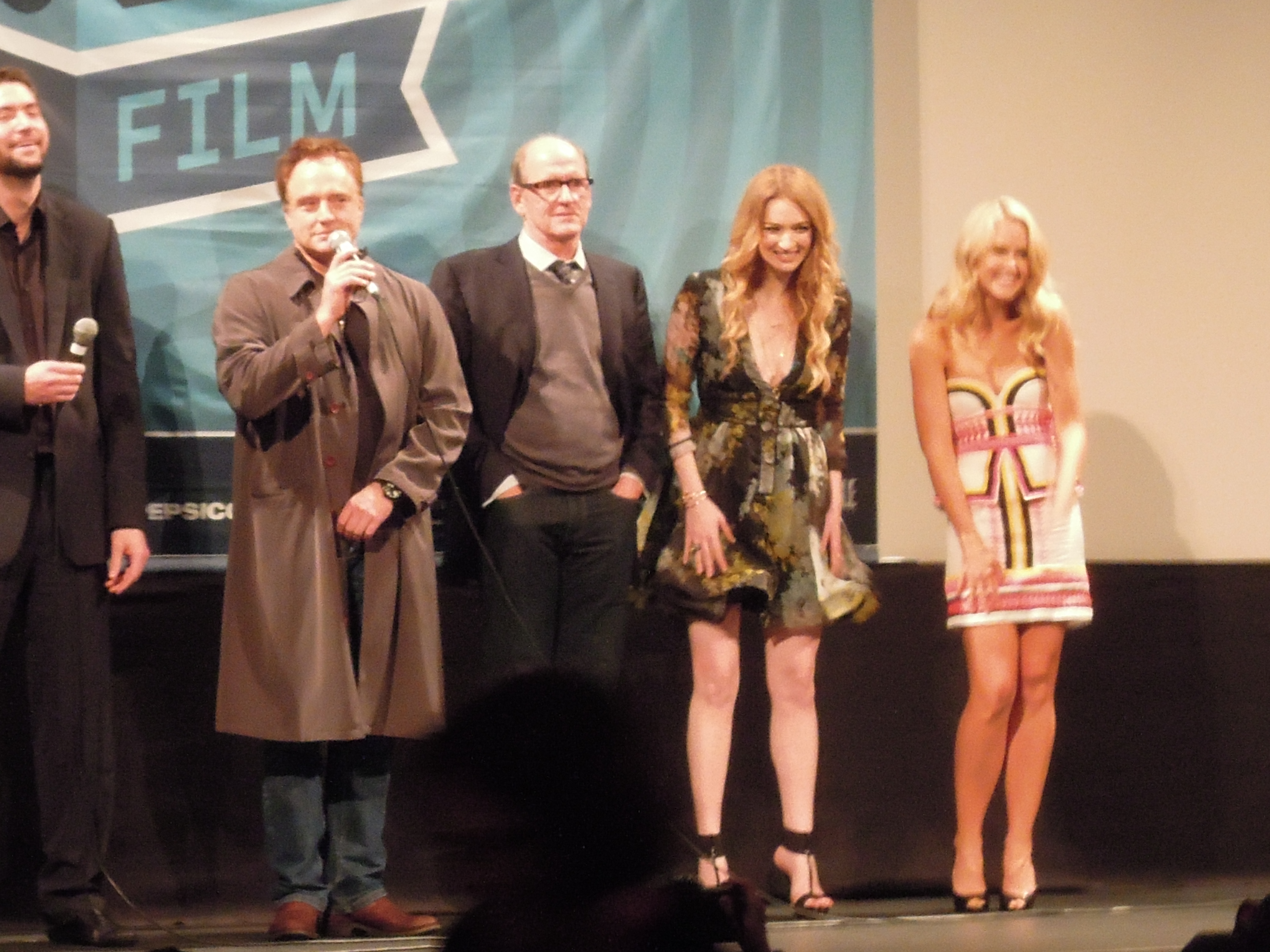
Režisér a scenárista Drew Goddard (zcela vlevo) během premiéry filmu s některými představiteli hlavních rolí (zleva): Bradley Whitford, Richard Jenkins, Kristin Connolly a Anna Hutchison

- Kristen Connolly (český dabing: Andrea Elsnerová [2012], Jitka Moučková [2013]) jako Dana Polková, studentka
- Chris Hemsworth (český dabing: Michal Holán [2012], Jan Maxián [2013]) jako Curt Vaughan, student a přítel Jules
- Anna Hutchison (český dabing: René Slováčková [2012], Kateřina Velebová [2013]) jako Jules Loudenová, studentka a přítelkyně Curta
- Fran Kranz (český dabing: Radek Hoppe [2012], Marek Holý [2013]) jako Marty Mikalski, student
- Jesse Williams (český dabing: Petr Neskusil [2012], Filip Švarc [2013]) jako Holden McCrea, student
- Richard Jenkins (český dabing: Libor Terš [2012], Jan Vlasák [2013]) jako Gary Sitterson, technik pracující v operačním středisku
- Bradley Whitford (český dabing: Eduard Jenický [2012], Aleš Procházka [2013]) jako Steve Hadley, technik pracující v operačním středisku
- Brian White (český dabing: Roman Hájek [2012], Bohdan Tůma [2013]) jako Daniel Truman, bezpečnostní důstojník v řídicí místnosti operačního střediska
- Amy Acker (český dabing: Klára Vodenková [2012], Kateřina Lojdová [2013]) jako Wendy Lin, technička pracující v chemickém oddělení operačního střediska
- Sigourney Weaver (český dabing: Natálie Topinková [2012], Dagmar Čárová [2013]) jako ředitelka (v originále The Director), vedoucí operačního střediska

## Produkce
Scénář Chaty v horách vznikl za tři dny; napsali jej Joss Whedon a Drew Goddard, kteří spolu dříve pracovali na seriálech Buffy, přemožitelka upírů a Angel. Cílem obou filmařů bylo podle jejich slov jednak oživit žánr slasherových filmů a jednak vytvořit kritickou satiru na tzv. „torture porn“, které bylo v prvním desetiletí 21. století obvyklé v hororech kombinujících slasher a splatter. Režie se ujal Drew Goddard, pro kterého to byl režijní filmový debut. Rozpočet snímku činil 30 milionů dolarů.
Produkce filmu, zajišťovaná Whedonovou společností Mutant Enemy, probíhala v první polovině roku 2009. Natáčení bylo zahájeno 9. března toho roku ve Vancouveru a trvalo šest týdnů. Pro zobrazení interiérů komplexu podzemního operačního střediska, včetně výtahů a řídicí místnosti, využil štáb kampus leteckých technologií, jenž patří pod British Columbia Institute of Technology. Podle vedoucího výpravy Martina Whista to byla nově postavená budova, ve které se do té doby ještě netočilo. Sám chtěl „využít výtahy bez jakýchkoliv tlačítek, které tak měly vytvářet zidealizovanou představu nákladních výtahů“ a vstupní halu „trochu utilitární, současnou… a téměř bezcharakterní“. David LeRoy Anderson, jehož studio AFX se staralo o masky, uvedl, že najali asi 70 lidí, kteří museli ztvárnit asi 140 příšer.

### České znění
Pro snímek vznikly dvě verze českého znění. Pro Bontonfilm a jeho DVD vydání filmu vznikl v roce 2012 dabing v režii Eduarda Jenického ve studiu Budíkov (překlad: Martin Gust). O rok později si nechala společnost CET 21 vyrobit pro vysílání na svém kanálu TV Nova nové české znění ve studiu DW Agentura. Překlad je dílem Eveliny Koublové, dabing režíroval Ivan Holeček.

## Vydání
Původní datum uvedení Chaty v horách do kin bylo stanoveno na 5. února 2010. Distributor snímku, studio MGM, se však rozhodl díky úspěchu Avataru nechat Chatu v horách zkonvertovat do 3D, takže premiéra byla posunuta na 14. ledna 2011. Vzhledem k finančním potížím, které MGM postihly v roce 2010, bylo vydání snímku zcela pozastaveno. Společnost nakonec našla během roku 2011 kupce distributorských práv k Chatě ve studiu Lionsgate. Slavnostní světová premiéra filmu proběhla 9. března 2012 na filmovém festivalu South by Southwest v Austinu a do amerických kin byl snímek uveden 13. dubna 2012. V Česku byl film pod názvem Chata v lesích promítnut pouze v rámci festivalu Fresh Film Fest dne 31. srpna 2012.
V USA byl na DVD a BD film vydán 18. září 2012. Lokalizovaná česká verze (oproti festivalům již pojmenovaná jako Chata v horách) vyšla na DVD 10. října 2012. Česká televizní premiéra filmu proběhla na stanici TV Nova 1. prosince 2013.
Několik dní po uvedení snímku do amerických kin vydalo v dubnu 2012 nakladatelství Titan Books oficiálního knižního průvodce The Cabin in the Woods: The Official Visual Companion a také románový přepis filmu The Cabin in the Woods: The Official Movie Novelization, jehož autorem je Tim Lebbon.

## Přijetí
Tržby z promítání filmu Chata v horách v kinech v Severní Americe dosáhly částky 42,1 milionů dolarů, v ostatních zemích se jednalo o dalších 24,4 milionů dolarů. Celosvětové tržby tak činily 66,5 milionů dolarů.
Snímek se od kritiků dočkal převážně pozitivních reakcí. Server Rotten Tomatoes udělil filmu na základě 242 recenzí (z toho 221 kladných) hodnocení 91 % s komentářem: „Chata v horách je ohromující metadílo, které je schopno pobavit, udivit i vyděsit – často zároveň.“ Server Metacritic ohodnotil snímek 72 body ze 100 možných, přičemž výsledná hodnota byla vypočítána ze 40 recenzí. Podle shrnutí 13 českých recenzí udělil server Kinobox.cz filmu 79 %.
Roger Ebert z deníku Chicago Sun-Times film ohodnotil pozitivně (tři ze čtyř hvězd), přičemž ve své recenzi uvedl: „Chata v horách byla vytvořena téměř jako hlavolam k vyřešení fanoušky hororu. Se kterými konvencemi si hraje? Na které filmaře a filmy odkazuje? Je tento snímek sám o sobě kritickým dílem?“ Peter Travers (Rolling Stone) udělil filmu 3,5 hvězdy ze čtyř a ocenil herecký výkon Kristen Connolly a Frana Kranze. Recenze v časopise Wired ohodnotila snímek devíti z deseti hvězd, upozornila na dobré výkony herců Jenkinse a Whitforda a označila Chatu za „chytrou parodii hororových filům a mytologie… se zvláštním požitkem, který vypovídá o lásce filmařů k tomuto filmovému žánru“. Podle ní se jedná o „inteligentní, sarkastickou a děsně zábavnou cestu do žaludku hororové příšery“. Autor si také všiml „duchaplného žertování, kreativních zvratů“ a „vtipných dialogů, které vynesly Firefly a Buffy, přemožitelce upírů kultovní status“. Lisa Schwarzbaum z magazínu Entertainment Weekly nebyla z Chaty zcela nadšená, udělila jí známku B− a ve své recenzi poznamenala: „Největším překvapením filmu může být příběh, o kterém jsme si mysleli, že ho známe ze současných hrůzostrašných filmů – že horor je zábavná, kosmická hra a nic jiného –, a který se zde ukáže být zcela odlišný.“
Chata v horách získala v roce 2013 cenu Saturn pro nejlepší hororový nebo thrillerový film. Kromě toho byla, mimo jiné, nominována na cenu Hugo v kategorii Nejlepší dlouhé hrané představení a na cenu Saturn v kategorii Nejlepší scénář.